# Рише, Франсуа
Франсуа́ Рише́ (в некоторых источниках также Ришер, фр. François Richer; 1718, Авранш — 1790, Париж) — французский юрист. Брат историка Адриана Рише.
С 1740 года адвокат при Парижском парламенте, автор ряда правовых трактатов. Среди оригинальных трудов Рише наибольшей популярностью пользовались 22 тома подготовленных им «Знаменитых, необычайных и интересных судебных дел» (фр. Causes célébres...; 1772—1788), продолжавших одноимённую серию Гайо де Питаваля.
В наибольшей степени известен как редактор трёхтомного собрания сочинений Монтескьё (1758, Амстердам). Предполагается, что к этому занятию Рише обратился под влиянием янсенизма; по некоторым данным, был учеником Луи Адриана Лепежа. Среди других книг, вышедших под редакцией Рише, — сборники судебных решений, вынесенных французскими юристами Жеро де Менаром (фр. Géraud de Maynard), Матьё Ожаром и Гийомом де Ламуаньоном.

## Сочинения
- «Traité de la mort civile» (Париж, 1755),
- «De l’autorité du clergé et du pouvoir du magistrat politique sur l’exercice des fonctions du ministère ecclésiastique» (Амстердам-Париж, 1767),
- «Causes célébres, curieuses et intéressantes de toutes les cours souveraines du royaume depuis 1773 jusqu’en 1780» (1772—1788).